# Фронт освобождения Эритреи
Фронт освобожде́ния Эритре́и (англ. Eritrean Liberation Front) — основное сепаратистское движение на территории Эритреи, добивавшееся независимости Эритреи от Эфиопии в 1960-е и 1970-е годы. Движение было основано в начале 1960-х годов и вступило в жёсткое противостояние с государством, прибегая к партизанской тактике боя для продолжения борьбы. Несмотря на то, что движение стало большой проблемой для эфиопского государства, оно не смогло добиться независимости для Эритреи. В 1970-е годы группа членов фронта расколола его и создала Народный фронт освобождения Эритреи, повстанческое движение более левого толка. К 1980-м годам НФОЭ сменил прежний Фронт освобождения Эритреи в качестве основной сепаратистской силы. Когда Эритрея обрела независимость в начале 1990-х годов, Народный фронт освобождения Эритреи изменил своё название на Народный фронт за демократию и справедливость, включив в свой состав бывших членов ФОЭ, а оставшиеся в рядах ФОЭ бойцы стали небольшой группой повстанцев на равнинных подступах к Судану. ФОЭ провёл съезд в 1995 году в Гондэре (Эфиопия), на котором вскрылись противоречия во взглядах между основателями ФОЭ Ахмедом Мохаммедом Нассером (Ahmed Mohammed Nasser), Хируем Тадла Байру (Hiruy Tadla Bayru) и новыми его лидерами Сийумом Огбамикаэлом (Siyoum Ogbamichael), Хуссейном Келифа (Hussein Kelifah) и Уэльдейесусом Аммаром (Weldeyesus Ammar).
Современный ФОЭ входит в состав объединённой оппозиции в Эритрее, Эритрейского национального альянса (Eritrean National Alliance). Очевидно, в настоящее время фронт получает военную помощь от Эфиопии и от временного правительства Сомали, базирующегося в Байдоа.